# Julkalendern i Sveriges Television

Julkalendern i Sveriges Television, soit le « calendrier de l'Avent de la télévision suédoise », est le nom d'un programme télévisé pour enfants diffusé chaque année, durant le mois de décembre, sur la chaîne de télévision publique SVT. Lancé en 1960, le programme consiste en la diffusion, chaque jour du 1er au 24 décembre, des épisodes d'une fiction pour enfants. Elle constitue une tradition de Noël en Suède.